# (8327) Weihenmayer
(8327) Weihenmayer est un astéroïde de la ceinture principale.

## Description
(8327) Weihenmayer est un astéroïde de la ceinture principale. Il fut découvert le 6 mai 1981 à l'Observatoire Palomar par Carolyn S. Shoemaker et Eugene M. Shoemaker. Il présente une orbite caractérisée par un demi-grand axe de 2,68 UA, une excentricité de 0,14 et une inclinaison de 1,4° par rapport à l'écliptique.

## Compléments